# Maria Anna Mozart
Maria Anna Walburga Ignatia Mozart, chiamata Nannerl da parenti e amici e divenuta Baronessa von Berchtold zu Sonnenburg (Salisburgo, 30 luglio 1751 – Salisburgo, 29 ottobre 1829), è stata una compositrice, pianista e clavicembalista austriaca, figlia di Leopold Mozart e di Anna Maria Pertl, nonché sorella maggiore di Wolfgang Amadeus Mozart.

## Biografia
Come suo fratello, Maria Anna Mozart rivelò un precoce talento musicale: da bambina si esibiva al suo fianco, al clavicembalo durante le tournée organizzate dal padre. Avendo riscontrato le straordinarie qualità dei suoi figli, infatti, Leopold Mozart li portò fin da piccoli a suonare in molte città europee, tra le quali Vienna e Parigi.
Durante questi viaggi, sia lei che il fratello si ammalarono gravemente a più riprese, anche di patologie potenzialmente mortali come il vaiolo e il tifo. Fu lei quella che corse il maggior pericolo: nel 1764 all'Aia, nei Paesi Bassi, si ammalò di bronchite e le sue condizioni divennero in poco tempo così gravi che le fu somministrata l'estrema unzione. Guarì grazie all'interessamento della Principessa di Nassau-Weilburg, sorella di Guglielmo V di Orange-Nassau, che le mandò il medico di corte; sopravvisse anche alla tisi che contrasse alcuni anni dopo.

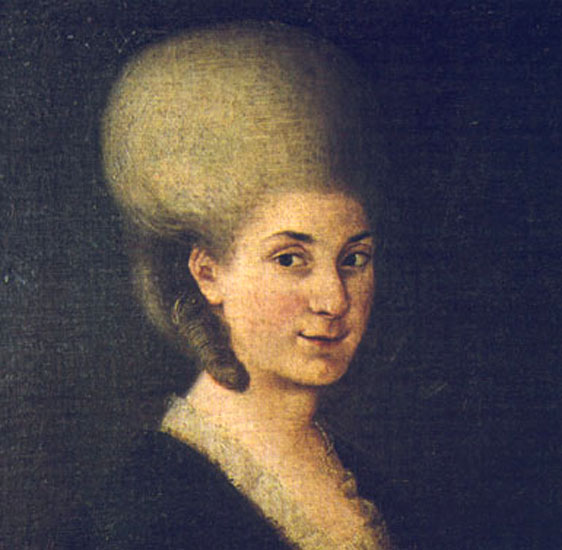
Maria Anna Mozart adulta, divenuta Baronessa von Berchtold zu Sonnenburg

La sorella di Mozart divenne un'eccellente pianista e un'insegnante di musica molto apprezzata. Il fratello aveva un'alta opinione del suo talento e della sua competenza e le sottoponeva d'abitudine le proprie partiture per averne un parere. Compose inoltre alcuni brani per pianoforte a quattro mani e per due pianoforti, espressamente per suonarli in coppia con lei. È questo il caso, ad esempio, del Concerto per due pianoforti e orchestra KV 365. Wolfgang Amadeus le fece anche omaggio di un brano musicale nel giorno del suo onomastico del 1776: il Divertimento in Re Maggiore per Oboe, Corni ed Archi KV 251, "Nannerl Septett". Inoltre la incoraggiò a comporre musica, attività nella quale evidentemente la donna aveva provato a cimentarsi. In una lettera dall'Italia del 7 luglio 1770, il fratello le scrisse:
"Sono stupefatto! Non sapevo fossi in grado di comporre in modo così grazioso. In una parola, il tuo Lied è bello. Ti prego, cerca di fare più spesso queste cose."
Probabilmente però ella non seguì il consiglio del fratello, e se pure lo seguì della sua musica non è rimasta traccia. Nessuna sua composizione è stata conservata ed anche quel misterioso Lied è andato perduto.
Maria Anna Mozart sposò nel 1784 il Barone Johann Baptist von Berchtold zu Sonnenburg e si trasferì con lui a Sankt Gilgen, un villaggio a 6 ore di carrozza da Salisburgo. Ebbe un figlio maschio, Leopold ("piccolo Leopold"), e due femmine, Jeanette e Marie Babette. Dovette ridurre le attività musicali e divenne una madre di famiglia, occupandosi dei propri figli e anche di quelli del marito nati da due precedenti matrimoni.
Probabilmente ella era d'accordo con suo padre nel giudicare Constanze Weber, la donna che il fratello scelse di sposare, inadatta a lui e comunque di estrazione sociale troppo bassa, e questo contribuì a raffreddare i suoi rapporti con lui. Col passare degli anni, infatti, i loro contatti si diradarono gradualmente, fino a interrompersi del tutto dopo la morte del padre (1787), quando ebbero insanabili dissapori ereditari. In seguito alla prematura scomparsa di Wolfgang Amadeus (1791), però, la sorella diede un contributo di notevole importanza alla promozione della sua figura di musicista, collaborando con i suoi biografi, autenticando le sue composizioni e incentivandone la pubblicazione.
Rimasta vedova nel 1801, tornò a Salisburgo e riprese alacremente l'insegnamento del pianoforte. Morì quasi ottantenne e negli ultimi anni della sua vita ebbe la consolazione di instaurare un rapporto affettuoso e materno con suo nipote Franz Xaver Wolfgang Mozart, uno dei due figli di Wolfgang Amadeus. È sepolta nell'Abbazia di San Pietro di Salisburgo, accanto a Johann Michael Haydn, il fratello di Franz Joseph Haydn, a sua volta musicista e compositore.